# Worwegen
Worwegen war ein Ort im ostpreußischen Kreis Heiligenbeil. Die Ortsstelle liegt heute im Gebiet des Munizipalkreises Rajon Bagrationowsk (Stadtkreis Preußisch Eylau) in der russischen Oblast Kaliningrad (Gebiet Königsberg (Preußen)).

## Geographische Lage
Die Ortsstelle Worwegens liegt im südlichen Westen der Oblast Kaliningrad, 19 Kilometer nordöstlich der früheren Kreisstadt Heiligenbeil (russisch Mamonowo) bzw. 30 Kilometer nordwestlich der heutigen Rajonshauptstadt Bagrationowsk (deutsch Preußisch Eylau).

## Geschichte
Das damalige Worwayn genannte kleine Dorf wurde 1453 zum ersten Mal erwähnt und nach 1453 als Worbeinen, nach 1539 als Worbeynen, nach 1543 als Worweinen, nach 1680 als Worwehnen, um 1718 als Worweinen und um 1785 schließlich als Worwegen bezeichnet.
Bis 1945 war Wrowegen ein Vorwerk zum Gut Groß Klingbeck (kein russischer Name bekannt) im gleichnamigen Amtsbezirk im ostpreußischen Kreis Heiligenbeil.
Im Jahre 1945 kam Worwegen in Kriegsfolge innerhalb des gesamten nördlichen Ostpreußen zur Sowjetunion. Doch findet sich bereits in den ersten Nachkriegsjahren keine Spur mehr von dem Ort, der wohl nicht mehr besiedelt wurde, keinen offiziellen russischen Namen bekam und heute als untergegangen gilt. Seine Ortsstelle gehört heute zum Munizipalkreis Rajon Bagrationowsk (Stadtkreis Preußische Eylau) in der Oblast Kaliningrad {Gebiet Königsberg (Preußen) der Russischen Föderation.

## Religion
Worwegen war bis 1945 in das Kirchspiel der evangelischen Kirche Zinten (russisch Kornewo) in der Kirchenprovinz Ostpreußen der Kirche der Altpreußischen Union eingegliedert.

## Verkehr
Die heute nur noch bedingt feststellbare Ortsstelle Worwegens liegt an einer Nebenstraße, die von Kornewo (Zinten) dorthin führt und als Kommunalstraße 27K-109 über Bolschedoroschnoje (Laukitten) und Sosnowka (Schwanis) bis nach Laduschkin (Ludwigsort) verläuft. Nördlich der Ortstelle Worwegens befindet sich die Auffahrt zur Regionalstraße 27A-002 (ex R516, heute auch E 28, frühere „Berlinka“ genannte  Reichsautobahn Berlin–Königsberg). Die nächste Bahnstation war bis 1945 die Stadt Zinten (Kornewo).